# Dolina siedmich prameňov
Dolina siedmich prameňov je nejvýchodnější údolí na jižní straně Tater v katastrálním území Tatranská Lomnica města Vysoké Tatry v okrese Poprad na Slovensku.

## Poloha
Dolina siedmich prameňov se nachází mezi jižními svahy Belianských Tater a masívem Stežky. Údolí uzavírá Bujačí vrch (1946 m n. m.) a Skalné vráta (1619 m n. m.), které vytváří přírodní amfiteátr s vápencovými stěnami. V této části se nachází chata Plesnivec (1290 m n. m.), jediná obyvatelná chata v Belianských Tatrách. Zde se také nachází pramenná lokalita „Sedem prameňov”, podle které dostalo údolí svůj název.
Údolí má tvar V, protože nebylo tvarováno ledovcem, ale vodním tokem. Hlavním vodním tokem je Čierna voda, která se po opuštění údolí vlévá u Srážek do řeky Poprad.
Údolím prochází žlutě a zeleně značená turistická trasa z Tatranské Kotliny nebo Kežmarských žlabů na chatu Plesnivec.

## Flóra
Údolí je součástí národní přírodní rezervace Bielanské Tatry. V údolí se nachází mnoho endemických rostlin. Na vápencové a dolomitické podloží je například vázán trýzel Wahlenbergův ( Erysimum wahlenbergii), dvouletá asi metr vysoká rostlina žlutě kvetoucí od června do srpna. V padesátých a šedesátých letech 20. století bylo údolí vědecky prozkoumáno. Na ploše 1,25 km² bylo určeno 556 druhů cévnatých rostlin a 58 různých rostlinných společenstev.